# شهین علیزاده
شهین علیزاده (زادهٔ ۱۵ دی ۱۳۳۴ در کرمانشاه)، بازیگر، و کارگردان سینما، تئاتر و تلویزیون ایرانی است. وی کارشناسی نمایش را با گرایش بازیگری و کارگردانی از دانشکده هنر و کارشناسی ارشد نمایش را با گرایش کارگردانی از دانشکده هنرهای زیبا دانشگاه تهران دریافت کرد.

## زندگی
شهین علیزاده در ۱۵ دی ۱۳۳۴ در کرمانشاه متولد شد. از سال ۱۳۴۹ یک دورهٔ شش ماههٔ بازیگری در مرکز آموزش هنرهای دراماتیک به سرپرستی آتش تقی‌پور گذراند. علیزاده در همان سال‌ها با تقی‌پور ازدواج کرد و حاصل ازدواجشان یک دختر و دو پسر می‌باشد.
وی دارای دیپلم تجربی می‌باشند و در سال ۱۳۵۸ در کنکور دانشکدهٔ هنرهای دراماتیک شرکت کرد و پذیرفته شد و تحصیلات را با وجود طرح انقلاب فرهنگی ایران و وقفهٔ ۳ ساله در سال ۱۳۶۵ به اتمام رساند.
او ضمن تحصیل در دانشگاه یک دورهٔ بازیگری را برای رادیو گذراند. وی همچنین در سال سال ۱۳۸۵ کارشناسی ارشد نمایش گرایش کارگردانی را از دانشگاه هنرهای زیبا دانشگاه تهران دریافت کرد. وی در مجموع نزدیک به ۲۸ سال فعالیت در رادیو، ۳۰ سال سابقه بازیگری در سینما و تلویزیون و بیش از ۴۵ سال سابقه بازیگری در تئاتر دارد.
علیزاده با کارگردانانی همچون حمید سمندریان، رکن‌الدین خسروی، قطب‌الدین صادقی، مصطفی عبداللهی و پری صابری همکاری داشته و در کارهایشان به عنوان بازیگر حضور پیدا کرد. در سال‌های بعد فرصت همکاری با بهرام بیضایی را نیز به دست آورد.
علیزاده همچنین سالها سابقه تدریس در دانشگاه‌ها و آموزشگاه‌های آزاد هنری از جمله جهاد دانشگاهی دانشگاه تهران، دانشگاه آزاد اسلامی واحد اراک، رسام هنر، دانشکده غیرانتفاعی وابسته به جهاد دانشگاهی، مؤسسه هنری کرج، مرکز تربیت معلم نصیبه و آموزشگاه آزاد حمید سمندریان را در کارنامه کاری خود به ثبت رسانده‌است. وی همچنین آموزشگاه آزاد سینمایی آتشفام فیلم را نیز تأسیس کرده‌است.

## آثار

### تئاتر
- بازی در نمایش «بامها و زیر بامها» نوشته «غلامحسین ساعدی» به کارگردانی «آتش تقی‌پور»؛ کرمانشاه، تالار شهرداری؛ ۱۳۵۰
- بازی در نمایش «مکبث» نوشته «شکسپیر» به کارگردانی «جمشید ملک‌پور»؛ تهران، تئاترشهر، تالار اصلی؛ ۱۳۶۳
- بازی در نمایش «مده‌آ» نوشته «ژان آنوی» به کارگردانی «قطب‌الدین صادقی»؛ تهران، تئاترشهر، تالار چهارسو؛ ۱۳۶۸
- بازی در نمایش «گفتگوی شبانه» نوشته «فردریش دورنمات» به کارگردانی «آتش تقی‌پور»؛ تهران، اداره تئاتر، خانه نمایش
- بازی در نمایش «بهرام چوبینه» نوشته «سیامک تقی‌پور» به کارگردانی «قطب‌الدین صادقی»؛ تهران، تئاترشهر، تالار اصلی
- بازی در نمایش «دوران بی‌گناهی» نوشته و کارگردانی «قطب‌الدین صادقی»؛ تهران، تئاترشهر، تالار چهارسو
- بازی در نمایش «پایان آغاز» نوشته "شون ؟" به کارگردانی "سعید امیرسلیمانی"؛ تهران، تئاترشهر، تالار چهارسو و تالار سنگلج
- بازی در نمایش «خانات» نوشته و کارگردانی «رضا صابری»؛ تهران، تئاترشهر، تالار اصلی
- کارگردانی و بازی در نمایش «خرس» نوشته «آنتوان چخوف»؛ یزد
- کارگردانی و بازی در نمایش «خواستگاری» نوشته «آنتوان چخوف»؛ یزد
- بازی در نمایش «دایره گچی قفقازی» نوشته «برتولت برشت» به کارگردانی «حمید سمندریان»؛ تهران، تئاترشهر، تالار اصلی
- عروسک‌گردانی در نمایش «عقاب» به کارگردانی «آتش تقی‌پور»؛ تهران، تئاترشهر، تالار شماره ۲[۲]

### سینما
از مهم‌ترین حضورهای سینمایی شهین علیزاده می‌توان به ایفای نقش در فیلم مسافران (در نقش مولود مولوی) به نویسندگی و کارگردانی بهرام بیضایی و پرده آخر (در نقش بلقیس) به نویسندگی و کارگردانی واروژ کریم‌مسیحی اشاره کرد که از مهم‌ترین فیلم‌های تاریخ سینمای ایران محسوب می‌شوند.
- ارتفاع ۶/۴۵ (۱۳۸۵)
- ماه و خورشید (۱۳۷۴)
- زینت (۱۳۷۲)
- مسافران (۱۳۷۰)
- پرده آخر (۱۳۶۹)
- مدرک جرم (۱۳۶۴)

### تلویزیون
از مهم‌ترین حضورهای تلویزیونی علیزاده هم می‌توان به بازی در سریال شب دهم به کارگردانی حسن فتحی اشاره کرد.
- ۱۳۶۵ سایه همسایه (اسماعیل خلج)
- ۱۳۶۹ آذرستان (امیرهوشنگ دانایی)
- ۱۳۷۰ پنجره‌ای رو به آفتاب (حسین مروی)
- ۱۳۷۰ زندگی (حسین مروی)
- ۱۳۷۰ سارا[۴] (حسین مروی)
- ۱۳۷۳ عاطفه (حسن فتحی)
- ۱۳۷۵ مدرسه مادربزرگ‌ها (غلامرضا رمضانی)
- ۱۳۷۵ سیاه، سفید، خاکستری (سیامک شایقی)
- ۱۳۷۷ تفنگ سرپر (امرالله احمدجو)
- ۱۳۷۹ روزهای مهتابی (عباس قنبری)
- ۱۳۷۹خاک سرخ (ابراهیم حاتمی‌کیا)
- ۱۳۸۰ شب دهم (حسن فتحی)
- ۱۳۸۱ این راهش نیست (نوید میهن‌دوست)
- ۱۳۸۴ پای پیاده (اصغر توسلی)
- ۱۳۸۴ راه شب (داریوش فرهنگ)
- ۱۳۸۵ طبقه دوم (شاهین باباپور)
- ۱۳۸۷ روز حسرت (سیروس مقدم)
- ۱۳۸۷ شیخ بهایی (شهرام اسدی)
- ۱۳۹۲ همه بچه‌های ما (تاجبخش فناییان)

### کتاب
شهین علیزاده همچنین به تألیف یک کتاب در حوزه نظریه تئاتر نیز پرداخته‌است.
این کتاب «شیوه‌های کارگردانی در نمایش‌های پست‌مدرن» نام دارد که نشر کلبه هنر در سال ۹۵ آن را در تیراژ پنج هزار نسخه و در ۱۵۴ صفحه منتشر کرد.
علیزاده در دیباچه این کتاب نظری تئاتر می‌نویسد: «کتاب حاضر، پژوهشی است که در آن ابتدا تاریخچه‌ای از نحوه پیدایش واژه پست‌مدرن ارائه شده و سپس معنا و کاربرد آن در علم فلسفه بیان شده و ویژگی‌های پست‌مدرنیسم در هنر، تشریح و تفاوت‌های مدرنیسم و پست‌مدرنیسم مشخص می‌شود. این پژوهش به تشریح ویژگی‌های تئاتر پست‌مدرن پرداخته، سبک و شیوه کارگردانی «کلارمان» و «بوگارت» را با یکدیگر مقایسه کرده و تقابل‌ها و تضادهای شیوه‌ها را تشریح می‌کند و به چگونگی متبلور ساختن تصور ذهنی کارگردان از دال‌ها در قالب مدلول و از طریق نشانه‌گذاری می‌پردازد.»